# Christian Frederik von Gersdorff
Christian Frederik (von) Gersdorff (født 24. juni 1705, dø 24. maj 1752) til Isgård, Kvelstrup, Rolsøgaard og Vosnæsgård var en dansk amtmand.
Han var søn af Joachim von Gersdorff og Edel Margrethe f. von Gersdorff og var amtmand over Kalø Amt. Han blev gift 5. april 1737 med Antoinette Margrethe Rosenørn og var fader til Poul Rosenørn Gersdorff.